# Xəyalə Ağayevová
Xəyalə Ağayevová (Xəyalə Ağayeva, plným jménem Xəyalə Zakir qızı Ağayeva, poangličtěně Khayala Aghayeva; narozena 18. ledna 1997 Baku) je ázerbájdžánská novinářka, aktivistka za práva žen a politická vězeňkyně. Od roku 2015 pracovala jako reportérka pro Meydan TV.
Dne 6. prosince 2024 byla Ağayevová zatčena v rámci trestního řízení zahájeného proti novinářům Meydan TV. Ağayevová a šest dalších novinářů zadržených v této věci byli obviněni podle článku 206.3.2 trestního zákoníku (pašování spáchané skupinou osob po předchozí dohodě). Několik místních i mezinárodních organizací pro lidská práva odsoudilo jejich zatčení, označilo ho za politické a naléhá na ázerbájdžánské úřady, aby okamžitě uvězněné novináře propustily.